# Rdestowiec sachaliński

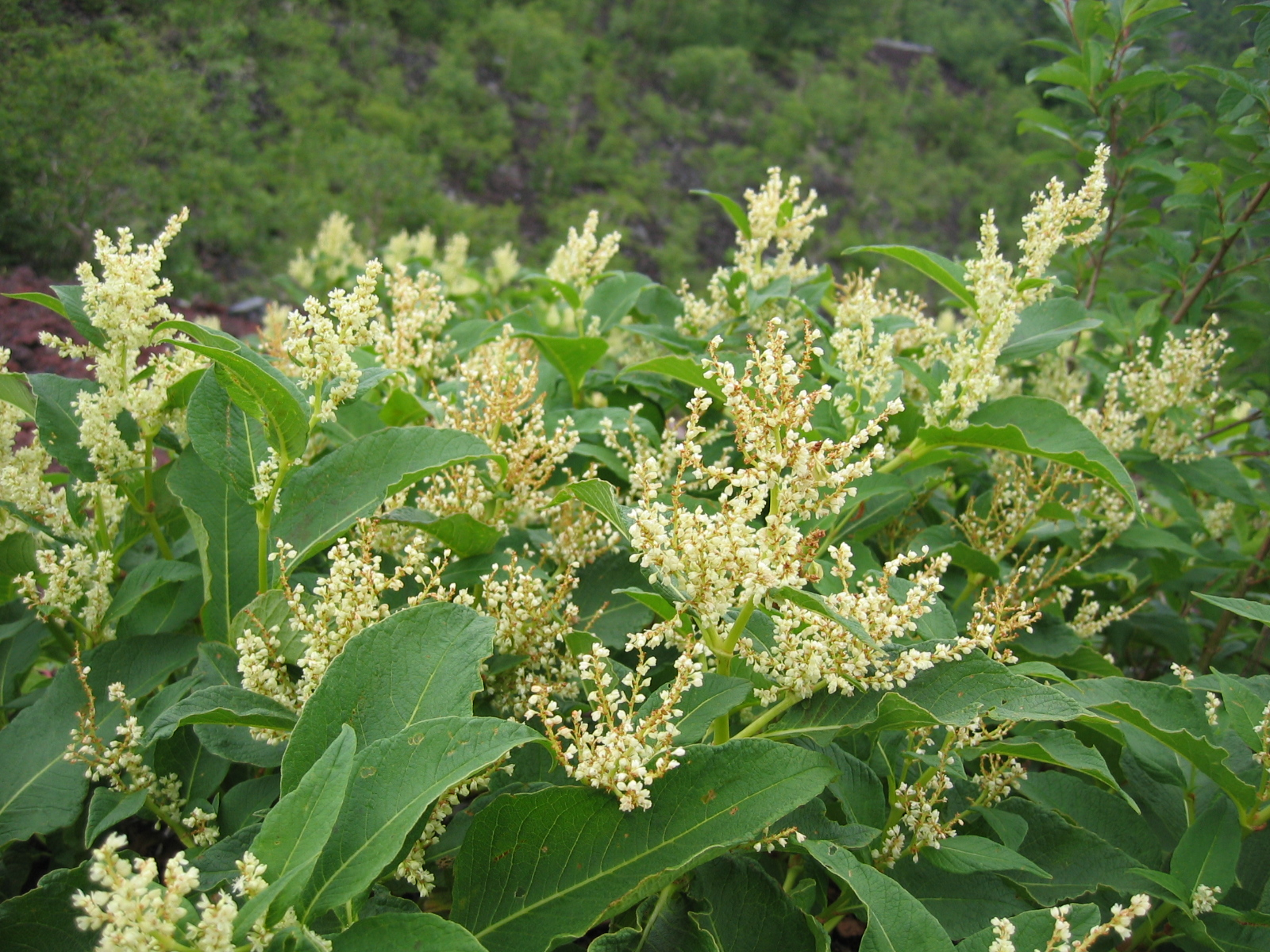
Liście i kwiaty

Rdestowiec sachaliński, rdest sachaliński (Reynoutria sachalinensis) – gatunek rośliny z rodziny rdestowatych. Pochodzi z wschodniej części Azji (Kuryle, Sachalin, Honsiu, Hokkaido). 
W Europie pojawił się w latach 1890−1940. Sprowadzony został przez ogrodników, a następnie samorzutnie rozprzestrzenił się w środowisku. W Polsce po raz pierwszy stwierdzony został na Warmii i Mazurach. Jest gatunkiem inwazyjnym, bardzo ekspansywnym. Obecnie występuje w całej Polsce i coraz bardziej rozprzestrzenia się, jest jednak mniej pospolity niż pokrewny gatunek rdestowiec ostrokończysty. Status gatunku we florze Polski: kenofit, agriofit. Uważany jest za gatunek niepożądany w środowisku naturalnym, gdyż wypiera rodzime gatunki, zalecane jest usuwanie go przed okresem kwitnienia i późniejsze niszczenie mechaniczne (łatwo odrasta). Bezwzględnie powinien być usuwany z obszarów chronionej przyrody. Również na terenie USA uważany jest za chwast i na niektórych obszarach za gatunek inwazyjny.

## Morfologia
PokrójBylina dorastająca do 1,5–4 m wysokości. Kłącza są pełzające, poziomo się rozrastające, usytuowane maksymalnie do głębokości 1 m. Pędy są wyprostowane, pojedyncze lub nieco rozgałęzione, mają zielonkawą barwę, podobne są do łodyg bambusa.
LiścieIch blaszka liściowa ma podłużnie jajowaty kształt. Mierzy 20–40 cm długości oraz 10–20 cm szerokości, jest całobrzega, o nasadzie od sercowatej do zaokrąglonej i ostrym wierzchołku, osadzone na długich, zaczerwienionych ogonkach liściowych. Mają co najmniej 14 par żyłek. Gatka dorasta do 6 cm długości.
KwiatyDrobne, zebrane po 4–7 w wiechy. Listki okwiatu mają biało-zielonkawą lub żółtą barwę. Sam okwiat mierzy do 1–2 mm długości. W okresie owocowania zewnętrzne listki okwiatu posiadają na grzbiecie skrzydełko. Słupek z 3 frędzelkowatymi znamionami, wyrastającymi na szczycie trzech dość długich rozgałęzień szyjki. Pręciki mieszczą się wewnątrz okwiatu.
OwocOrzeszki osiągające około 5 mm długości. Nasiona bardzo drobne, zwykle roznoszone przez wodę (hydrochoria).

## Biologia i ekologia
Bylina o zdrewniałych pędach, geofit ryzomowy. Siedlisko: zarośla nadrzeczne, łęgi, przydroża, nasypy kolejowe i inne siedliska ruderalne. Roślina ruderalna. Występuje w 5 strefie mrozoodporności. Kwitnie późno – od września do października (według innych źródeł w lipcu). Jest rośliną miododajną. Roślina posiada kłącze i często tworzy rozłogi, za pomocą których rozmnaża się wegetatywnie, tworząc gęste, jednogatunkowe łany.

## Systematyka i zmienność
Tworzy mieszańca z rdestowcem ostrokończystym (występującego również w Polsce) noszącego nazwę rdestowiec czeski (Reynoutria × bohemica Chrtek & Chrtkova).

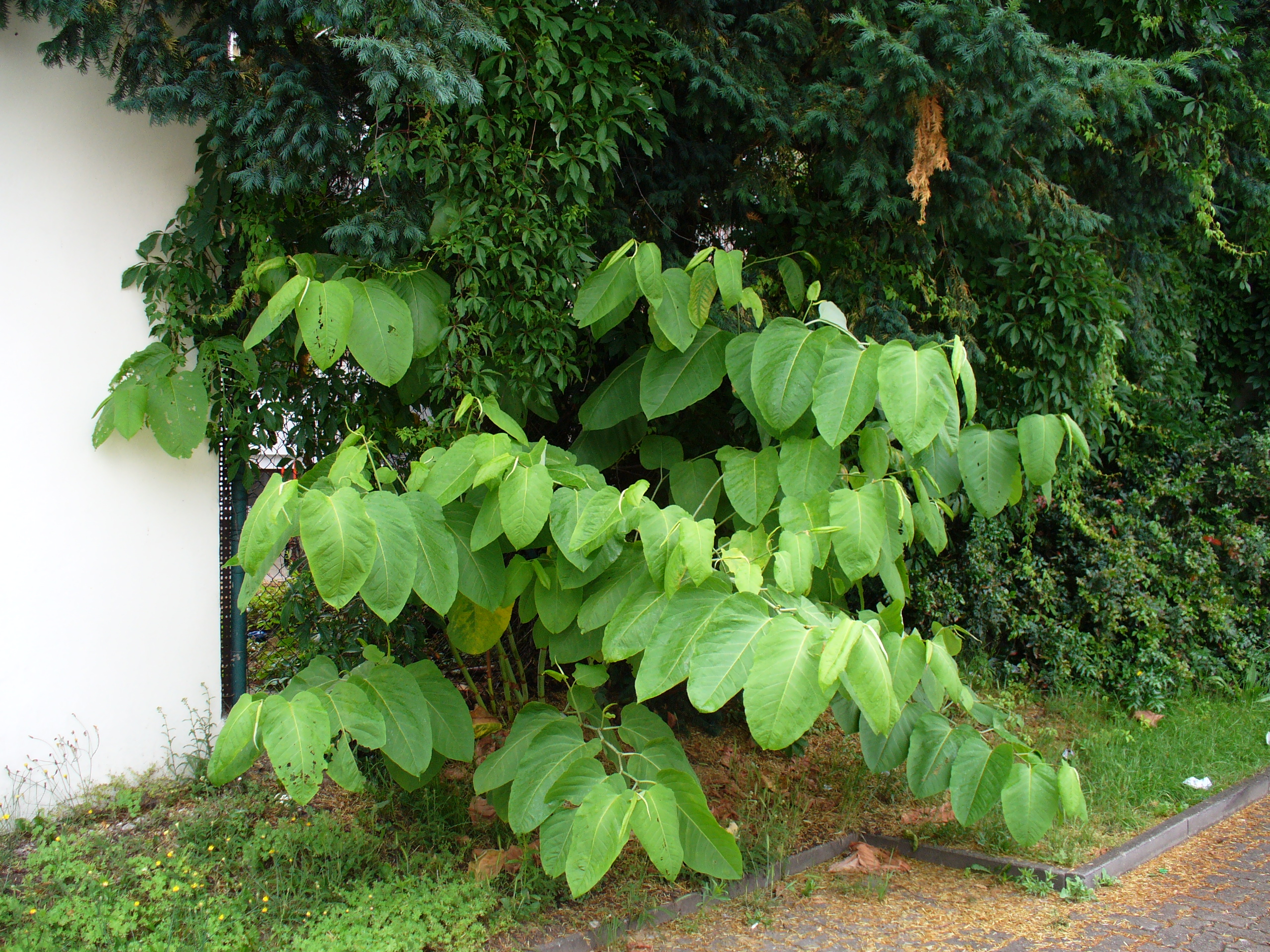
Uprawiane osobniki często są źródłem ekspansji gatunku do naturalnych ekosystemów

## Stan prawny
Rdestowiec sachaliński uznawany jest w Polsce za gatunek inwazyjny stwarzający zagrożenie, rozprzestrzeniony na szeroką skalę i podlegający szybkiej eliminacji.

## Zastosowanie
- Początkowo, po sprowadzeniu go do Europy był uprawiany w ogrodach botanicznych i parkach dworskich. Ponieważ dla pszczelarzy był cenną rośliną miododajną, ze względu na swój późny okres kwitnienia, był też w tym celu uprawiany na ogródkach działkowych i wysiewany na nieużytkach.
- Jest rośliną energetyczną, charakteryzującą się dużym przyrostem biomasy i dużą jej wartością energetyczna (17,2 MJ/Kg). 1 ha uprawy może dać aż 580 GJ energii. Szybki przyrost i łatwe odnawianie się ścinanych pędów, które są zaletą w uprawach energetycznych, są cechami utrudniającymi wyeliminowanie rdestowców ze środowiska naturalnego.
- Możliwe jest też wykorzystanie tej rośliny do oczyszczania gleb silnie skażonych, w tym również metalami ciężkimi, gdyż rdestowiec łatwo akumuluje je w swoim organizmie. Zebrane z takich gleb pędy można wykorzystać energetycznie, spalając je, a z popiołów łatwiej już odseparować bardzo szkodliwe w glebie metale ciężkie.
- Kłącze rdestowca sachalińskiego zawiera dużą ilość polifenoli o właściwościach antyoksydacyjnych. Badania wskazują, że ekstrakty z tej rośliny mogą być wykorzystywane do zwalczania próchnicy, poprzez dostarczanie substratów do cyklu peroksydacji laktoperoksydazy, co skutkuje zahamowaniem rozwoju bakterii jamy ustnej[9].